# Arto Sipinen

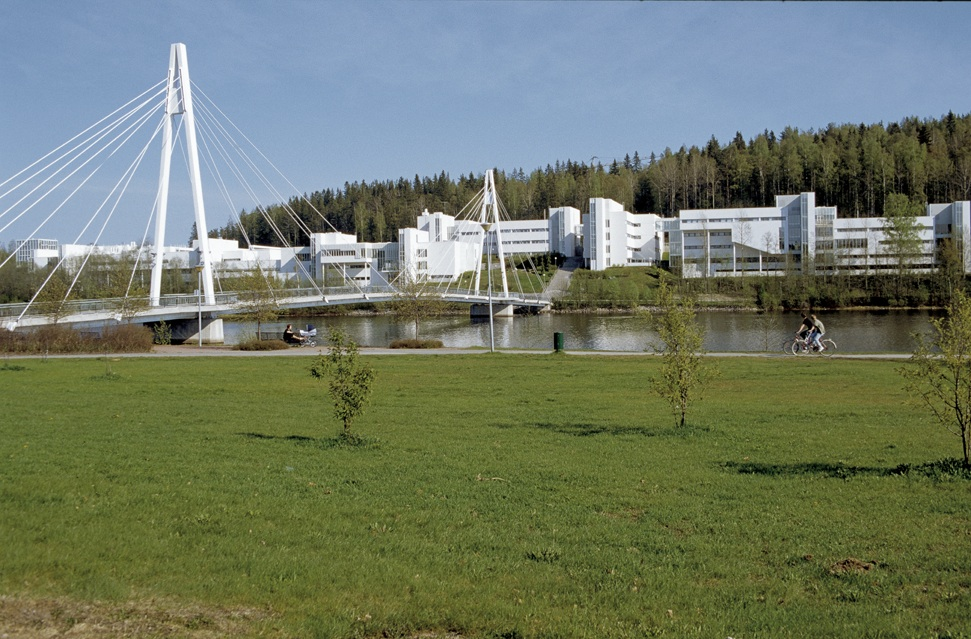
Arto Sipinen: Universidad de Jyväskylä, Ylistönrinne campus

Arto Sipinen (Helsinki, 20 de marzo de 1936 – Espoo, 23 de diciembre de 2017··) fue un arquitecto finlandés. Trabajó en el bufete de arquitectos Alvar Aalto de 1959 a 1961 y la de Viljo Revell de 1961 a 1963. Creó su propio despacho de arquitectos en 1965. Sipinen dio clases en el Departamento de Arquitectura de la Universidad Politécnica de Helsinki.
En 1970 Sipinen ganó el diseño del nuevo campus de la Universidad de Jyväskylä, su antiguo empleador, Aalto, que había diseñado el primer campus. Entre las otras obras más conocidas de Sipinen, se encuentran los centros culturales de las ciudades de Espoo, Mikkeli, Imatra and Kuusamo.